# 汉斯-约阿希姆·吕克
汉斯-约阿希姆·吕克（德語：Hans-Joachim Lück，1953年6月22日—），德国男子赛艇运动员。他曾代表东德参加1976年夏季奥林匹克运动会赛艇比赛，获得男子八人单桨有舵手金牌。